# Ludwigslust
Ludwigslust város Németországban, Mecklenburg-Elő-Pomerániában. A település főképp az 1772-1776 között épített nagyhercegi kastélyáról, illetve annak parkjáról híres (melyekben mesterséges romok, mauzóleumok találhatók).

## Földrajza
Ludwigslust Mecklenburg tartomány nyugati részén fekszik a Ludwigslusti-csatorna mentén, ami egy 35 km hosszú mesterség vízi összeköttetés a Stör-csatorna és a Rögnitz folyó között.
A város határát nyugaton egy 550 hektáros lombhullató erdő, délnyugaton mezők, északkeleten és keleten nagy kiterjedésű gyümölcsösök alkotják. Az északkeletei határánál egy 170 hektáros tűlevelű erdő is található; hasonlóan a délnyugati részeken, a B 5/B 191 körül egy 370 hektáros fenyves van. A település legmélyebb pontja 22 méter, egy Hornkaten városrész közeli mezőn; a legmagasabb 64 méter, a B 5-nél, nyugatra Kummer városrésztől.

### Kerületek
A községi terület a város területén és Techentinen kívül Glaisin, Hornkaten, Kummer és Niendorf/Weselsdorf városrészeket is magába foglalja. További települések és lakóterületek: Katenstück, Jägerhof, Weselsdorf, Alte Ziegelei, Drusenhorst, Forsthaus, Georgenhof, Lindenkrug (eredetileg Kummerhez tartozott), Mäthus (eredetileg Kummerhez tartozott) és Niendorf.

## Története
Ludwigslust egy nagyon fiatal város, aminek a története szorosan összekapcsolódik a Ludwigslusti kastéllyal. A város Klenow településből jött létre.

### Klenow és a név
Már 1333-ban említették Klenow birtokot egy oklevélen. A birtok a mai kastély környékén volt. Egy 1919-es Ludwigslusti Napilapban (Ludwigsluster Tageblatt) állt a következő hír: "... már 1294-ben megnevezték egy latin oklevélen klenowi Hermanus lovagot, egy ajándékozási oklevél tanújaként." Klenow falu a 16. századtól létezett. Az itteni birtokait 1616-ban a mecklenburgi herceg eladta. A település harmincéves háború után elpusztult.
A településnév írásmódja változott az idők során: 1333-ban villa Clonow, 1344-ben Klenow, 1399-ben Clenowe, 1422-ben Klene, 1438-ban Cleynow, 1534-ben Klenow és Kleynow, 1541/42-ben Kleyow, 1561-ben Kleinow és Klenow, 1603-ban Kleinow, 1637-ben és 1844-ben leggyakrabban Klenow.

### Ludwigslust, mint székhely

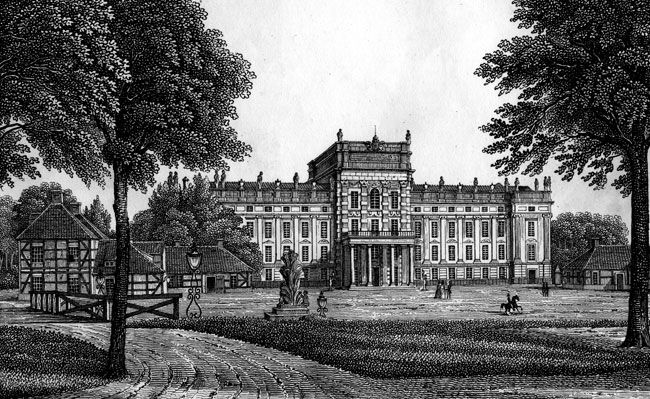
A kastély egy 1830 körüli metszeten, balra és jobbra a régi vadászház gazdasági szárnyai

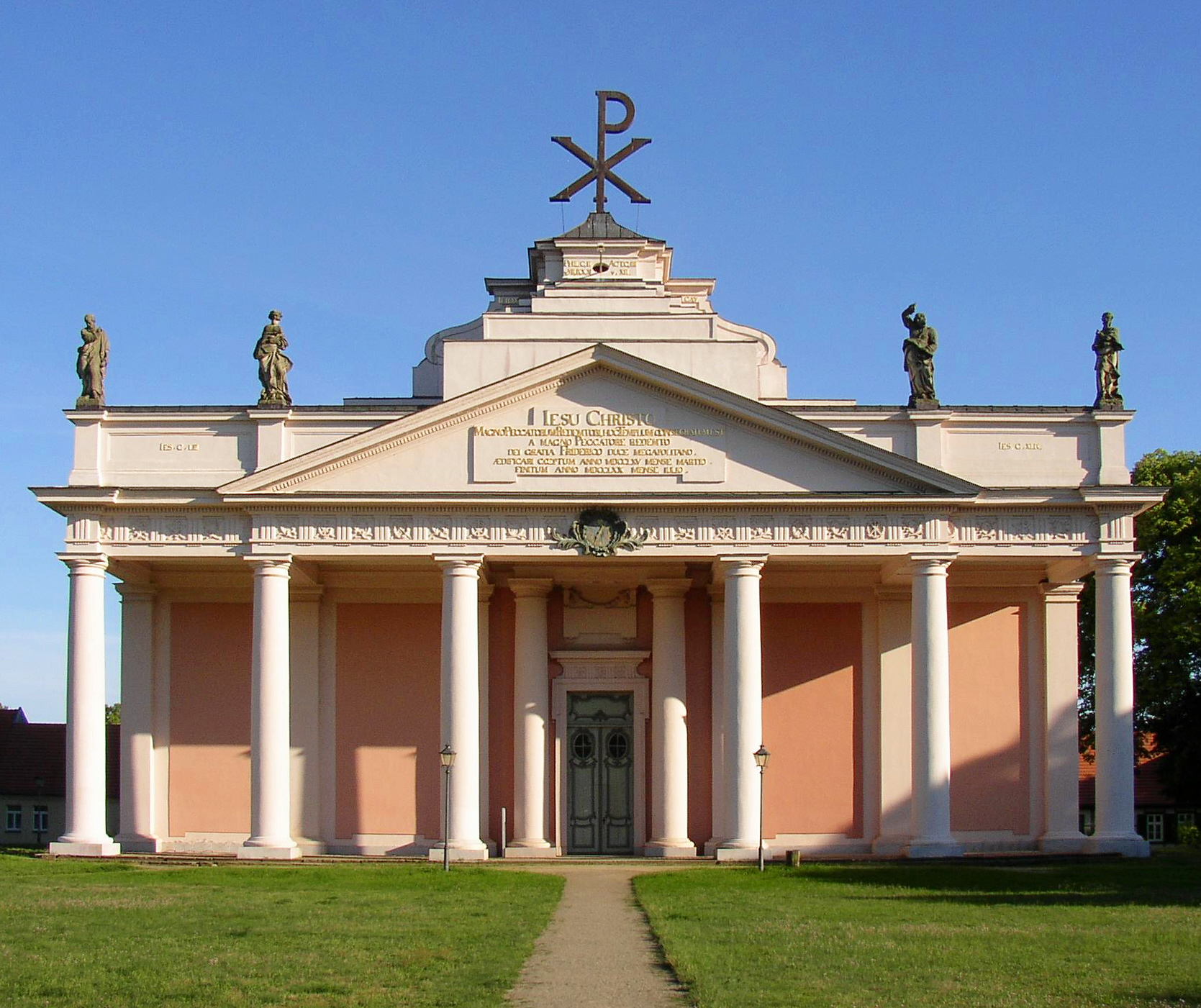
A városi templom (Stadtkirche)

1731 és 1735 között II. Krisztián Ludwig herceg ezen a területen építtetett egy egyszerű favázas vadászkastélyt Johann Friedrich Künnecke udvari építésszel. 1747-ben Károly Lipótot ő követte Mecklenburg-Schwerin hercegi trónján. 1754-ben Klenow Krisztián Ludwig herceg utasítására megkapta a "Ludwigslust" nevet. Két év múlva meghalt, és utódja, Frigyes herceg elkezdte a székhely és udvartartás áthelyezését Schwerinből ide. Az udvar végleges áthelyezése 1763-ban kezdődött és 1765-ben fejeződött be, de a kormányhivatalok továbbra is Schwerinben maradtak. Gyors építkezések kezdődtek meg, így a jól átgondolt terveknek köszönhetően Mecklenburg-Schwerin főrezidenciává vált. Északnyugatra a kastélytól lépésenként létrehozták az egyik legnagyobb észak-német parkosított vidéket.
1765-ben Johann Joachim Busch építész elkezdte az udvari templom építését (1770-re készült el, ma a városi templom (Stadtkirche)), és folytatta a rezidencia átépítését a barokk kastéllyal (1772 és 1776 között épült). A kastély körül létrehozták a mai Schlossplatz-ot (Kastély tér), Kirchplatz-ot (Templom tér), valamint a Schloßstraße-n (Kastély utca) házakat a személyzetnek. 1789-ben Johannes Matthias Sperger zeneszerző lett az udvari zenekar első nagybőgőse.
Már a 18. század végén letelepedtek itt a zsidók, nagyjából ekkor hozták létre temetőjüket, amit a kristályéjszaka után meggyaláztak és felszámoltak.
1804-ben Johann Christoph Heinrich von Seydewitz építész elkezdte a katolikus templom (ma St. Helena) építését egy szigeten a kastély parkjában. Ezt 1808-ban Johann Georg Barca fejezte be. 1837-ben Pál Frigyes nagyherceg visszahelyezte a közben nagyhercegséggé emelt tartományrész székhelyét Schwerinbe.

### Katonai történet 1837-től 1992-ig
1837-ben Bernhard von Schack rittmeister (tiszt a lovasságnál) áthelyezte a 2. zászlóalját Grabowból Ludwigslustba és a Louisen utcai (Louisenstraße) laktanyán szállásolta el őket. Már 1838-ban áthelyezték az Ernst von Pentz vezérőrnagy irányítása alatt álló mecklenburg-schwerini dragonyosokat. A központtól keletre fekvő helyőrségi laktanyán lett a telephelyük. 1841-ben négy zászlóaljra bővítették az ezredet; 19 tisztet, 4 orvost, 40 altisztet, 13 trombitást, 280 dragonyost és 313 lovat foglalt magába, ehhez még hozzátartoztak a szállásmesterek, nyeregkészítők és kovácsok. A szállásként szolgáltak a kaszárnyák, a Louisen, Nummern, Sand és Mauer utcai házak, valamint a hercegi istálló. Új laktanyák, étkezdék, házak és istállók jöttek létre. Később többek között létesítettek egy uszodát a csatornánál és három lovaspályát is.
1848-ban az ezred fele részt vett az schleswig-holsteini háborúban. 1866-ban a mecklenburgi seregben harcolt a porosz–osztrák–olasz háborúban, a porosz oldalon. 1867-ben megkapták a Großherzogliches 1. Mecklenburgisches Regiment Nr. 17 (Nagyhercegi 1. mecklenburgi ezred – 17-es számú) címet, ekkor már 5 zászlóaljjal rendelkezett. 1870/71-ben részt vett a porosz–francia háborúban. 1914-ben az első világháborúban a dragonyosok először nyugaton, majd 1915-től keleten voltak. 1919-ben felbomlott az ezred, aminek a maradványai a weimari köztársaság haderejébe, a Reichswehr-be olvadt (Kavallerie-Regiment Nr. 19, később Reiterregiment 14, 1936-tól Kavallerie-Regiment). 1929-ben és 1939-ben új kaszárnyákat és istállókat építettek. A második világháborúban végbement a hadosztály-felderítő részleggé való átalakulás.
1945-től 1992-ig a ludwigslusti helyőrség a szovjet csapatok, a gépesített gyalogság műszaki állomáshelye volt. Jármű- és szerszámtárolók, benzinkutak, stb. jöttek létre.
A 34 hektáros helyőrségi terep átalakítása lakásokkal, bevásárlóközpontokkal, irodákkal, vendéglőkkel, városi nagyteremmel, gimnáziummal, hivatalokkal és szabadidőközponttal valósult meg kb. 1995-től 2006-ig.

### Újkori története
1826-ban megnyitották a főutat, a mai Bundesstraße 5-öt. 1844 és 1846 között megépült a Berlin–Hamburg vasútvonal, Ludwigslustnak saját pályaudvara lett.
1834-ben az 1795-ben alapított "Klubgesellschaft Sozietät" által elkészült a színház. 1879-ben átvette a működtetést a Színház Rt. (Schauspielhaus AG), 1914-ben a város, 1921-ben a színház műegylete. 1947-ben az épület teljesen leégett.
1851-ben alapították a Stift Bethlehem diakónusházat és kórházat.
Csak 1876-ban kapta meg Ludwigslust végül már 6000 lakossal a városjogot.

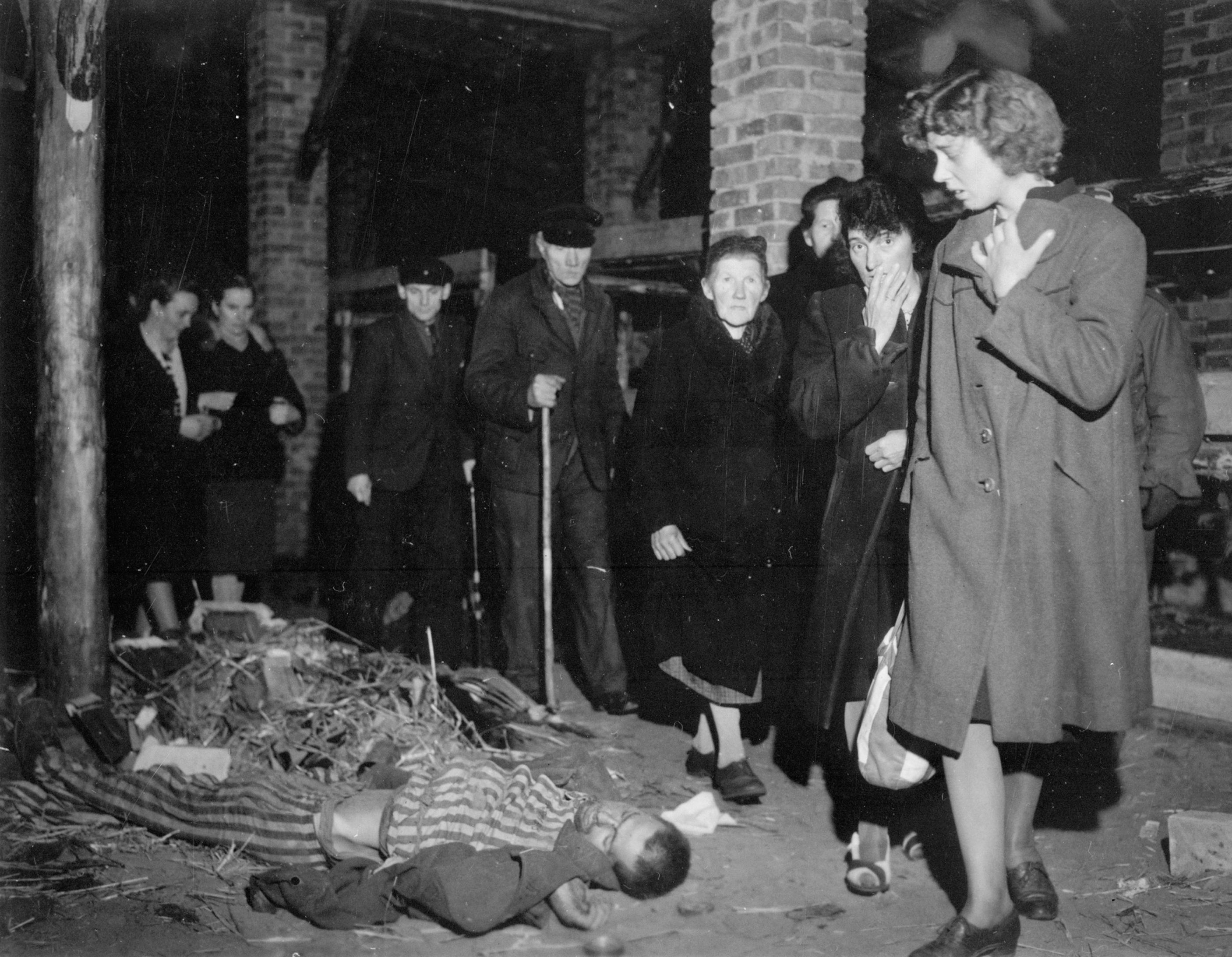
Ludwigslusti polgárokat vezettek át az egykori koncentrációs táborban 1945. május 6-án

A Weimari Köztársaság korai éveiben egy területreformnak köszönhetően a település 1922-ben járási székhely (Kreisstadt) lett. A város tovább nőtt és sűrűsödött. Déli irányban összenőtt Techentin településsel. Észak felé lakóterületek épültek a vasúti vonalig, majd később át is lépték. Nyugatra a lakóterületek belenőttek a parkba. A nemzetiszocializmus idején a városfal és vasút közötti területeken Wehrmachtkaszárnyákat hoztak létre. A kastély a második világháború végéig a hercegi család kezében maradt. 1945-ben 2 km-re a városközponttól létrejött a Wöbbelini koncentrációs tábor, mint a Neuengammei KZ külső tábora. Az amerikai csapatok általi 1945. május 2-ai felszabadulás után a tábor sok áldozatát a város központjában, a Bassin téren (Bassinplatz) helyezték el tömegsírokban végső nyughelyükre.
1945. február 22-én és március 18-án az amerikai légierő bombázta a várost. A cél minden vasúti létesítmény volt. Az első támadásnál nagyjából 150 lakos vesztette életét.
1952-től Ludwigslust ismét járási székhely lett, immár az azonos nevű Schwerini kerületben, ami ebben a formában, mint körzet 1994-ig fennmaradt. Nagyjából 1970-től 1988-ig új lakóterületeket hoztak létre a Parknegyedben (Parkviertel) 693 lakással, a Grabowi és Schwerini fasoron (Grabower/Schweriner Allee) 702 lakással, mindet panelházként. 1969-től a városközpontot tehermentesítő, de a települést szétvágó keleti elkerülő út épült.
A politikai rendszerváltás után 1991-től a történelmi városközpontot a városépítési támogatás keretein belül alaposan felújították, ugyanígy 1995 óta a Parknegyedben (Parkviertel) lévő paneleket.
Az 1994-es járásreformmal a Ludwigslusti járás (Landkreises Ludwigslust) székhelye lett. A 2011-es járásreformmal szeptember 4-én beolvadt a Ludwigslust-Parchim járásba, Parchim központtal.

### Egyesítések
Niendorf 1969. április 1-jén, Techentin 1972. október 1-jén, Hornkaten 1973. július 1-jén, Glaisin és Kummer 2005. január 1-jén csatlakozott Ludwigslusthoz.

### Népességváltozás
| - 1703: 85 - 1793: 1.500 - 1850: 5.435 - 1876: 6.005 - 1890: 6.500 - 1900: 6.640 - 1910: 6.911 - 1925: 7.179 - 1933: 8.005 - 1945: 22.000 | - 1962: 11.800 - 1984: 13.000 - 1989: 13.176 - 2000: 12.506 - 2001: 12.449 - 2002: 12.275 - 2003: 12.195 - 2004: 12.057 - 2005: 12.907 1 - 2006: 12.815 |

1 Glaisin és Kummer csatlakozása

## Politika

### A városi tanács

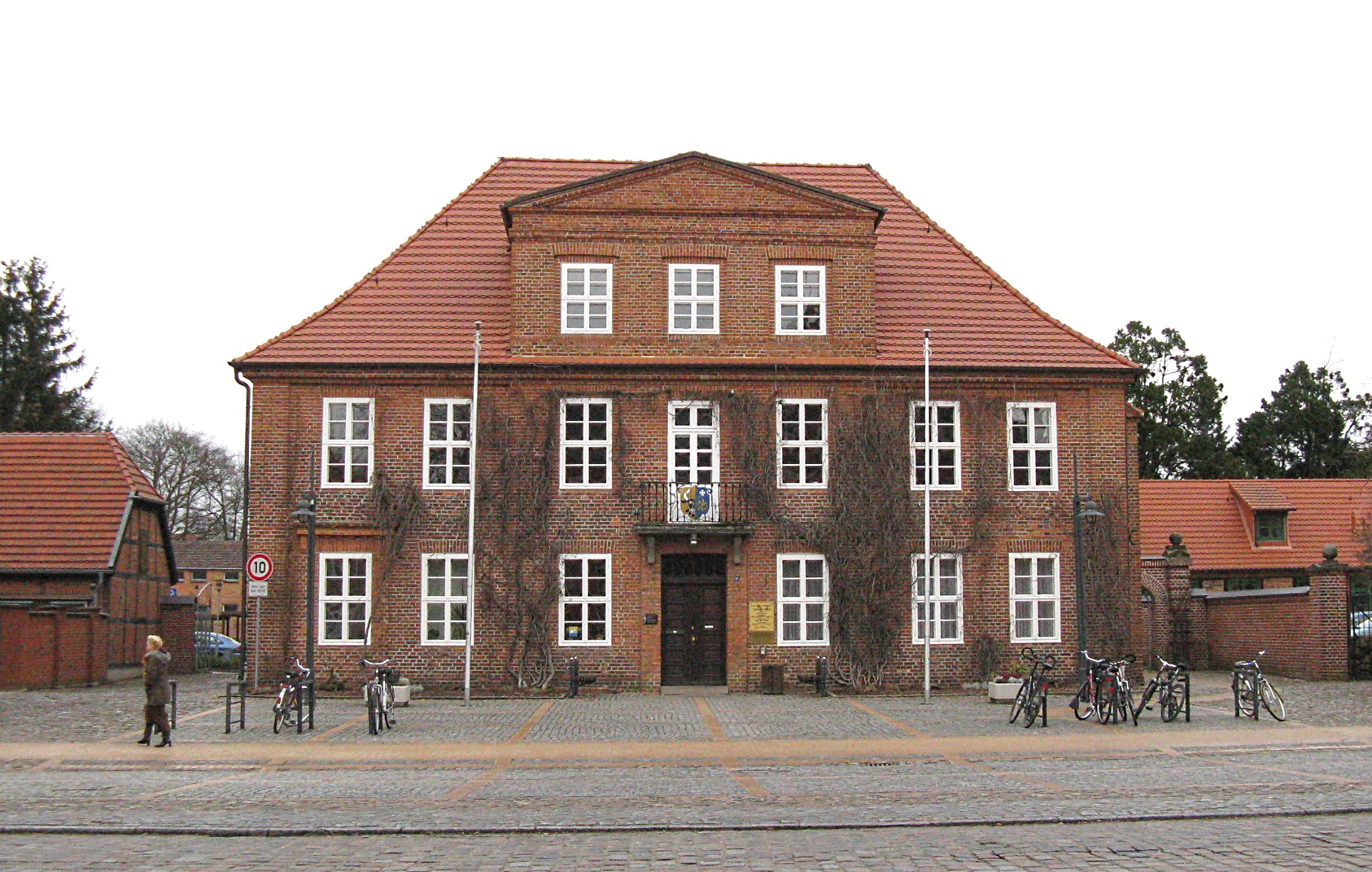
A Városháza (Rathaus)

A település városi tanácsa 25 választott képviselőből (akiket hat pártból választanak ki), illetve két független képviselőből áll. 2009. június 7-e óta a következő pártok képviselőiből áll a tanács:
| Párt                                      | Képviselők |
| ----------------------------------------- | ---------- |
| Kereszténydemokrata Unió (CDU)            | 7          |
| Baloldali Párt (Die Linke)                | 5          |
| Németország Szociáldemokrata Pártja (SPD) | 4          |
| Szövetség ’90/Zöldek (Grüne)              | 4          |
| Német Szabaddemokrata Párt (FDP)          | 2          |
| Független képviselő                       | 2          |
| Német Nemzeti Demokrata Párt (NPD)        | 1          |

### Címer
A címert II. Frigyes Ferenc, Mecklenburg-Schwerin nagyhercege adományozta a városnak 1876. június 16-án és az 53. címerként jegyezték be Mecklenburgban.
Leírása: Hasított, elöl aranyban hasított, előre néző, aranykoronás fekete bikafej tátott szájjal, ezüst fogakkal, kinyújtott piros nyelvvel, csipkézett, leszakított nyakszőrmével és ezüst szarvval; hátul kékben egy fél zöld rózsatő egy fél piros rózsával zöld talajon, továbbá: fent egy ezüst máltai kereszt, alul egy vadászó sas lába.

### Zászló
A város zászlaja két egyforma széles keresztirányú sávból áll, a bal oldali kék, a jobb oldali arany. A közepén található a címer. Ez a zászló magasságának kétharmadát teszi ki. A hosszúság és magasság aránya 5:3.

### Testvértelepülések
- Németország, Schleswig-Holstein, Ahrensburg (1990)
- Oroszország, Tatárföld, Kamskoje Ustje (1994)
- Amerikai Egyesült Államok, Iowa, Muscatine (2004)

## Látványosságok, kultúra

### Látnivalók

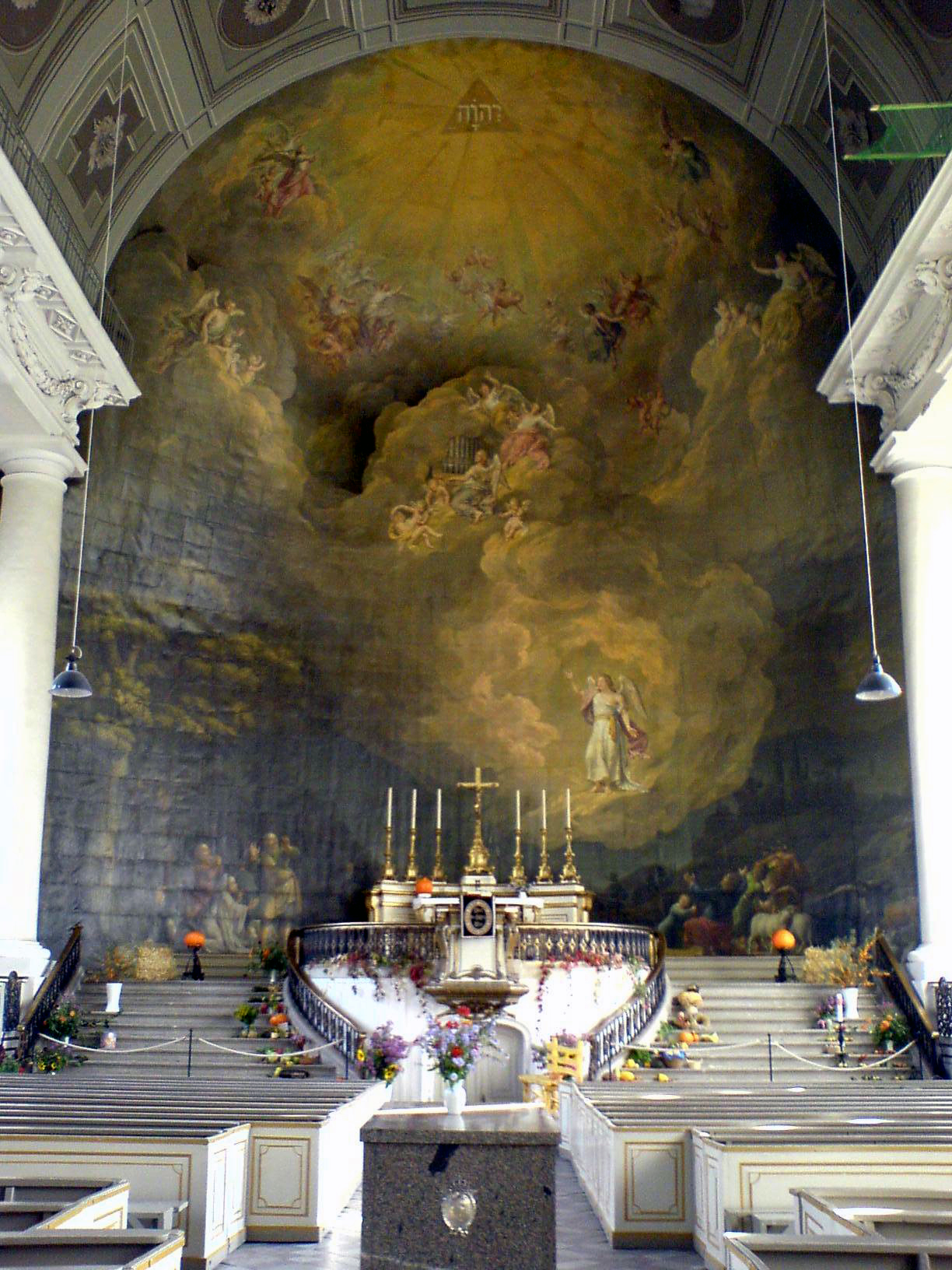
A Városi templom (Stadtkirche) oltár felőli fala, Findorff festménye

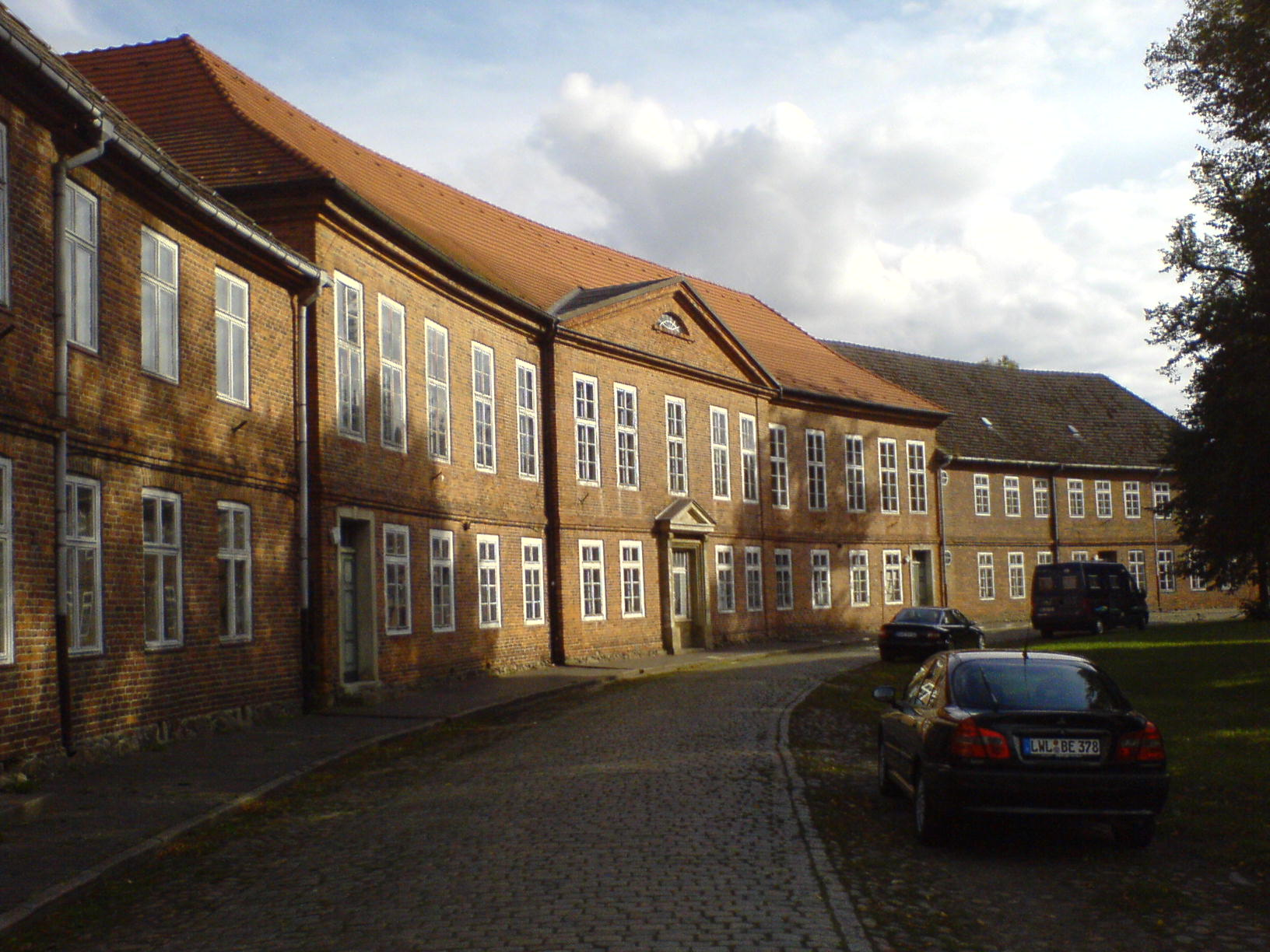
Az 1765-ös hercegi palota (Prinzenpalais) a medencénél, a kastély és Hofkirche (udvari templom) között

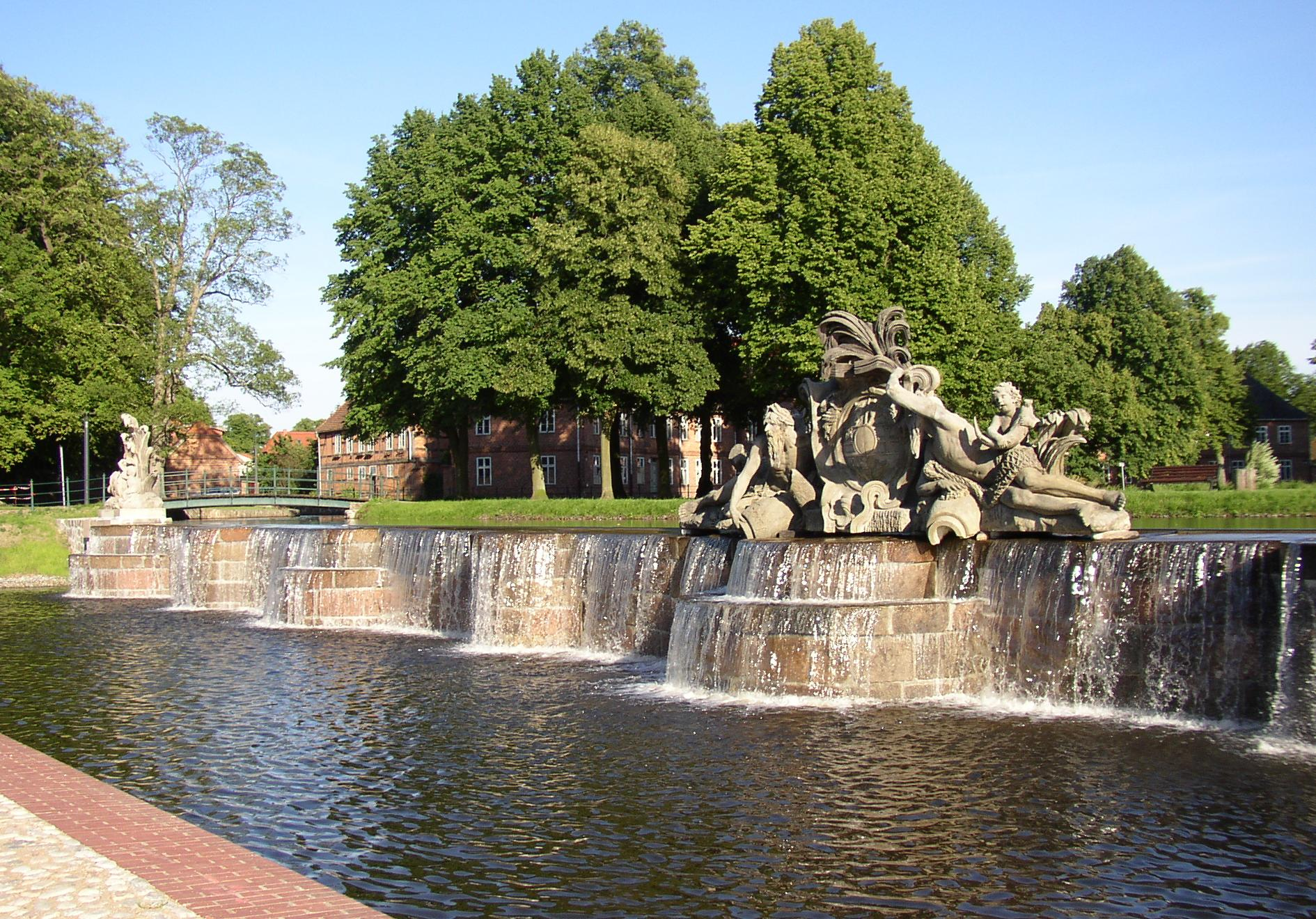
Vízlépcsők

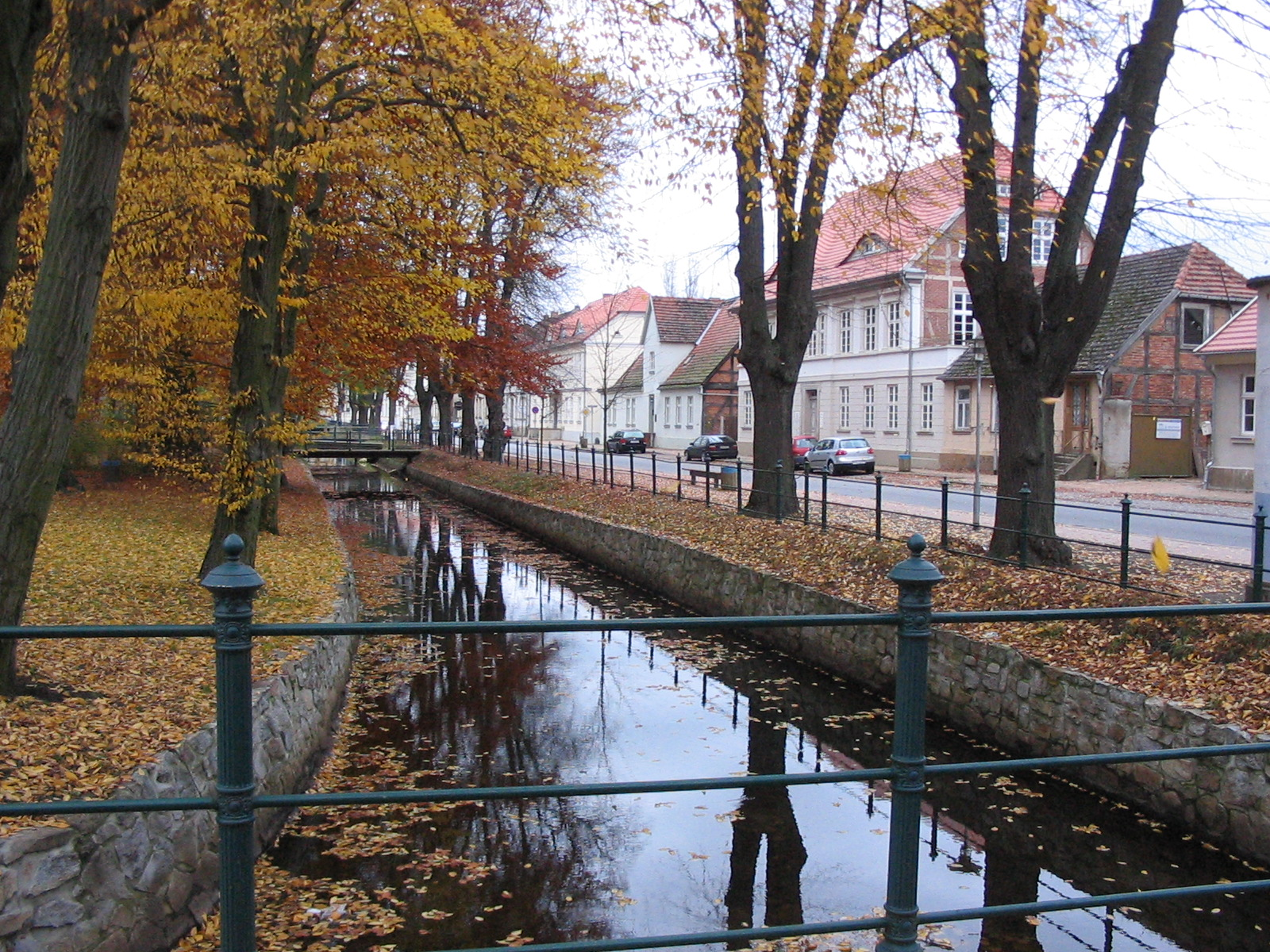
A Ludwigslusti-csatorna és a Kanalstraße (Csatorna utca)

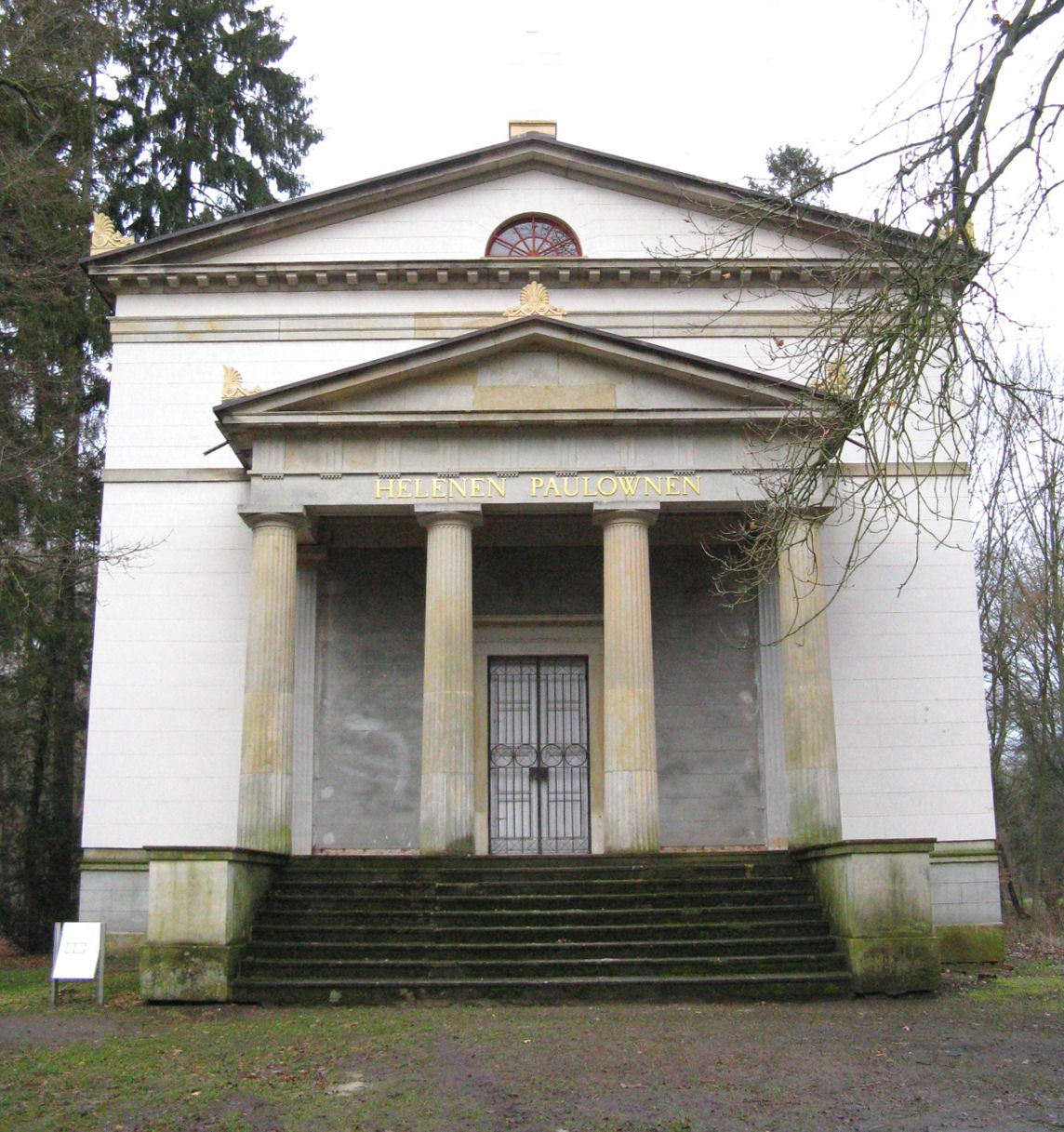
A Helena Paulowna Mauzóleum (2008)

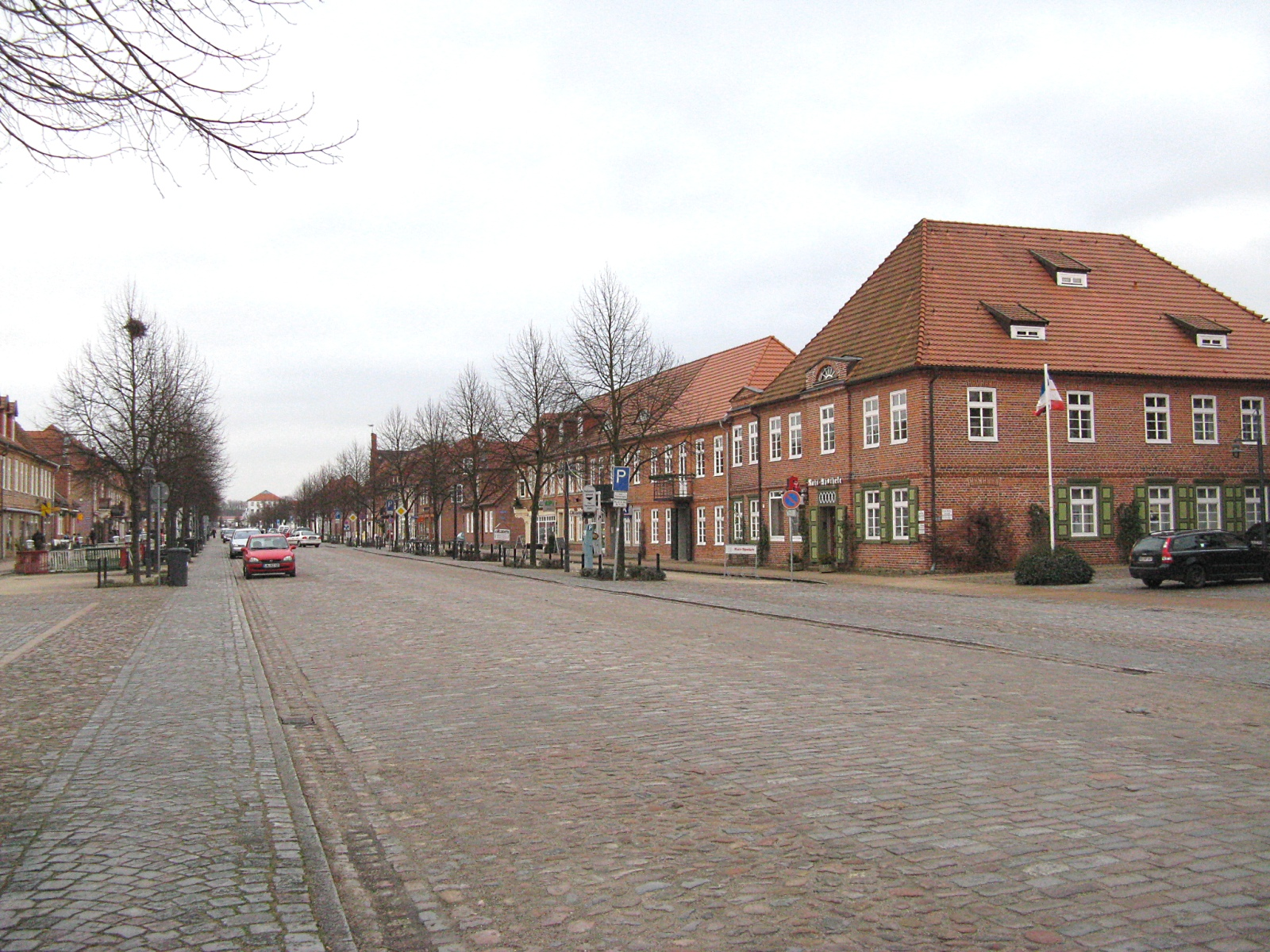
A Schossstraße (Kastély utca)

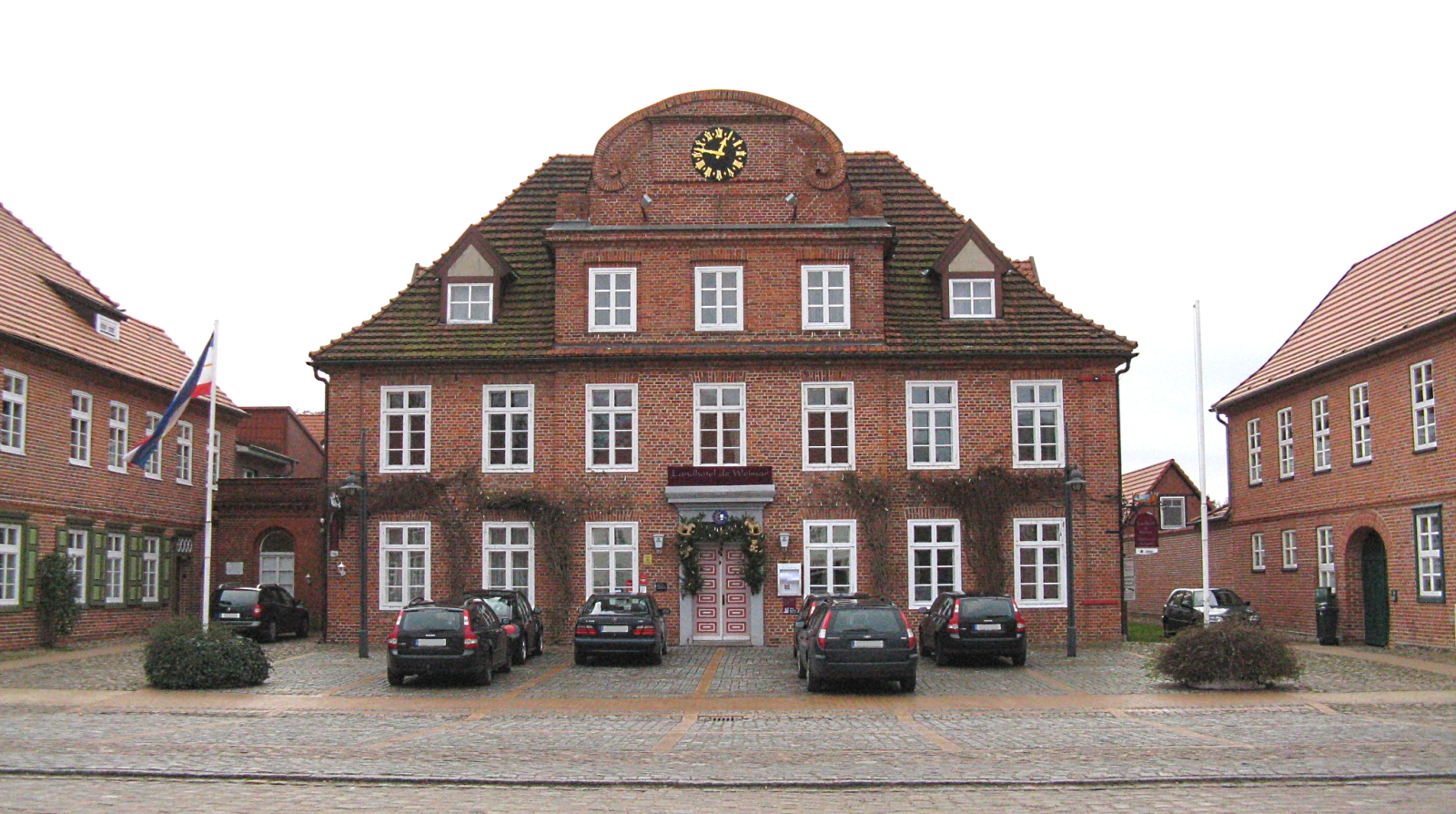
Az egykori hercegi vendégház, ma a Weimar Hotel

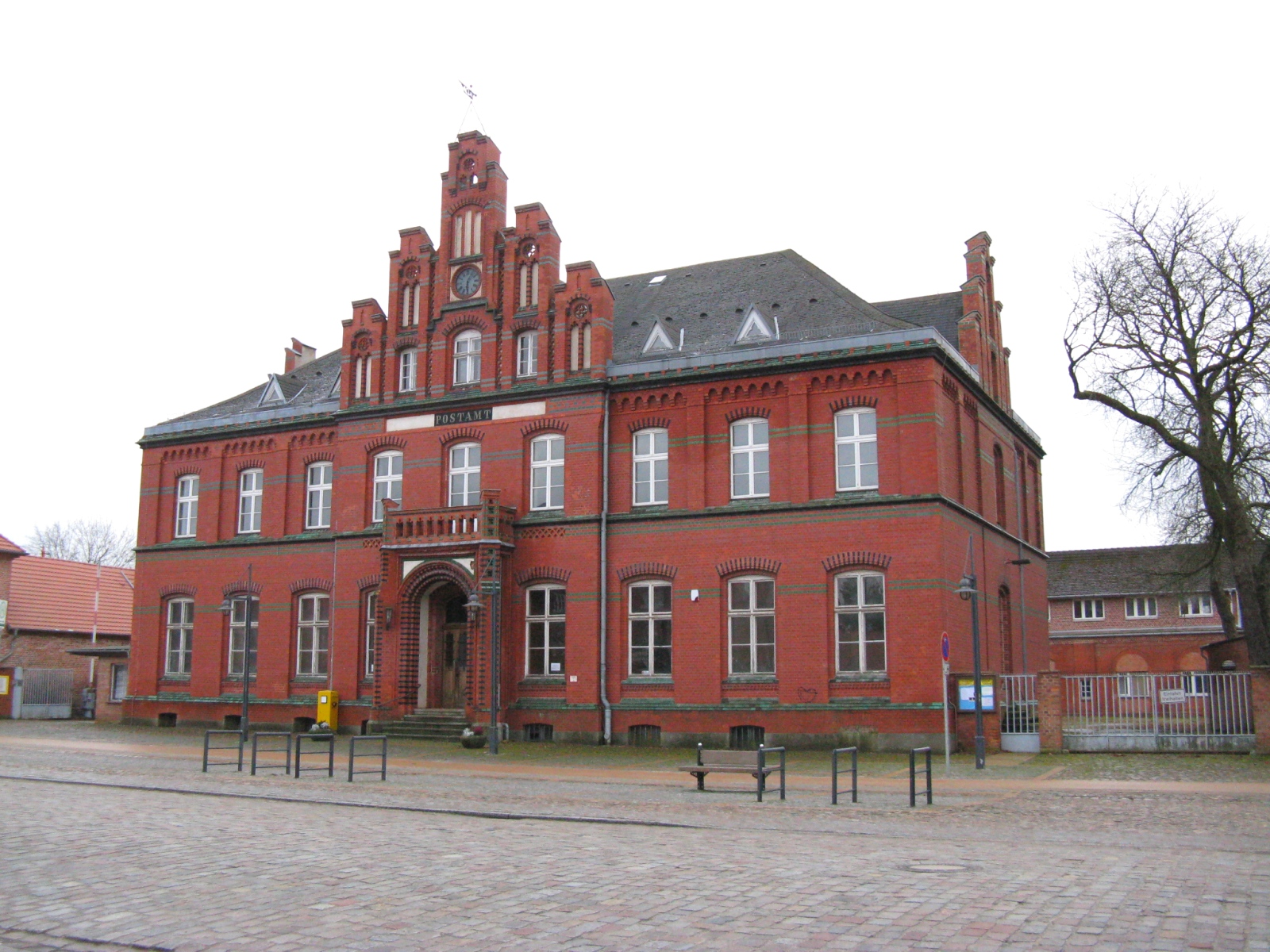
A történelmi postaépület

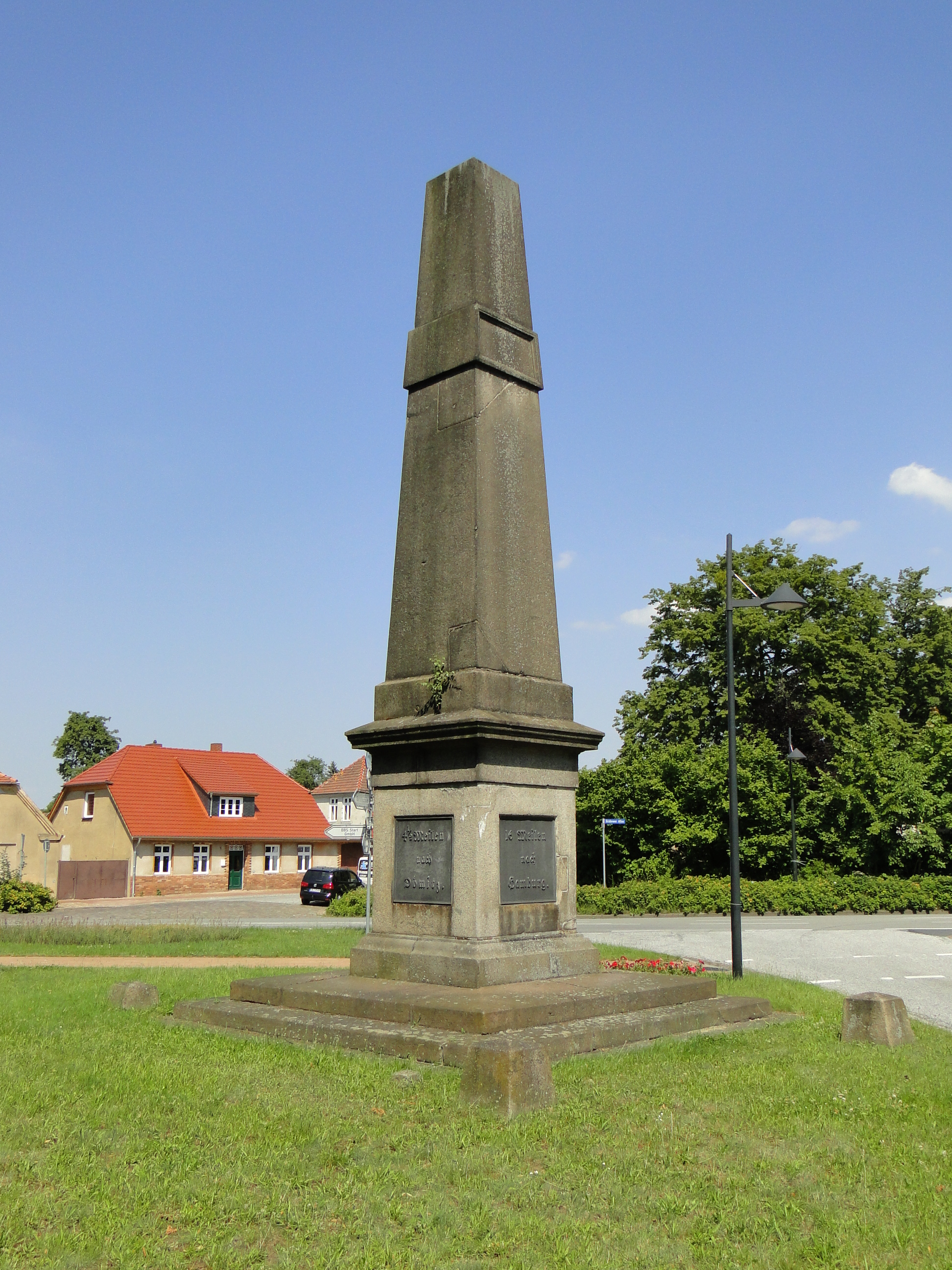
A főmérföldkő

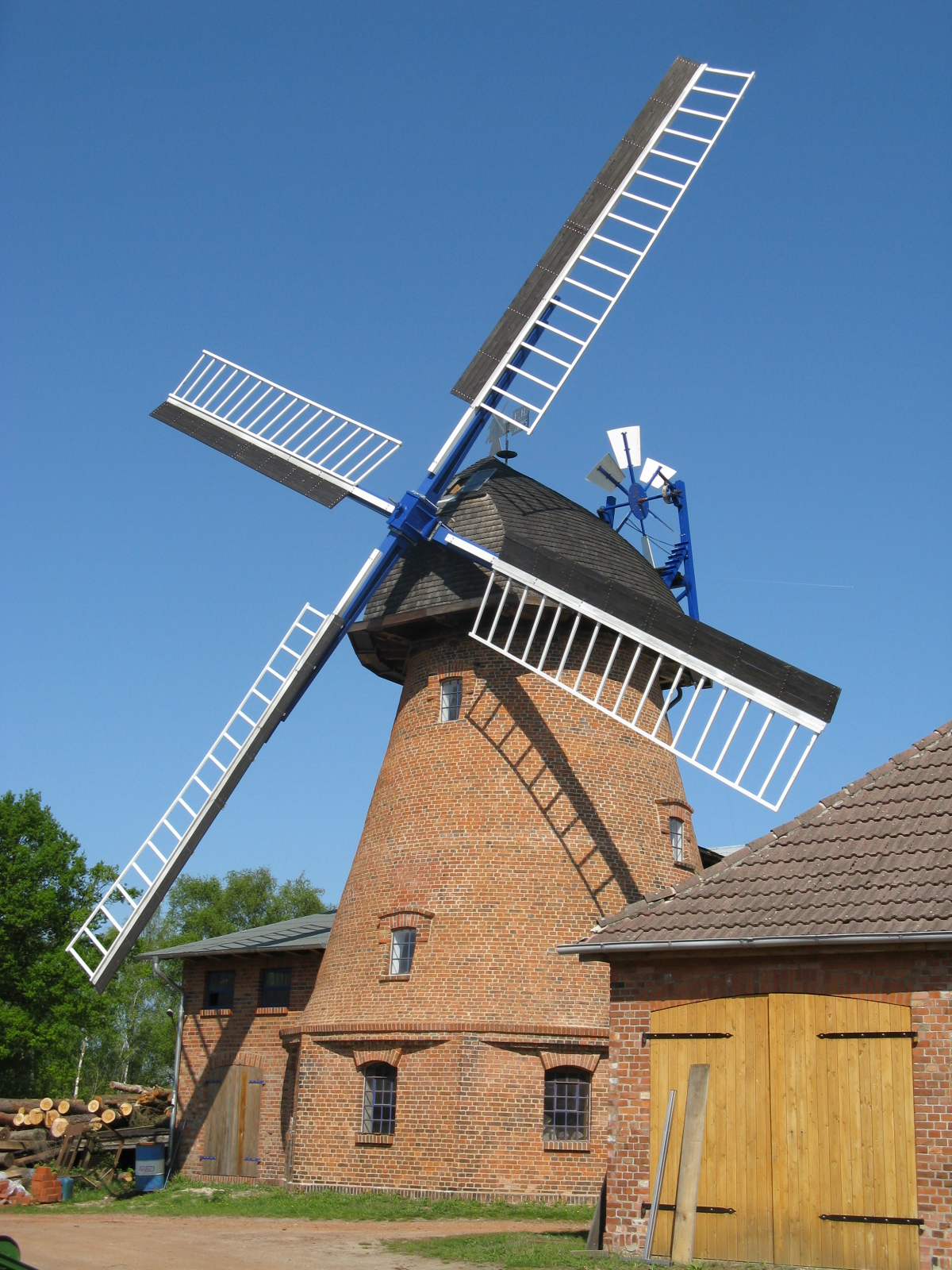
A kummeri szélmalom

- A késő barokk Ludwigslusti kastély Johann Joachim Busch építész tervei alapján épült E-formájú alaprajzzal 1772 és1776 között. A kastély legfontosabb szobája az Arany Terem (Goldene Saal). A létesítményhez tartozik még:
  - A barokk-klasszicista Városi Templom (Stadtkirche), amit 1765 és 1770 között építettek Busch tervei alapján.
  - A klasszicista nagyhercegi örökségű hercegi istálló (1821), Johann Georg Barca tervezte.
  - A tűzoltóház (1814) narancstermesztő üvegház létrejöttéhez (Barca).
  - Az egykori főőrség (1853) Ludwig Wachenhusentól.
  - Az egykori klasszicista hercegi palota (1800 körül) Rotsteinból a medence körüli ovális területen, ami a 2011. március 12.-13. éjszakán egy tűzvész során erősen megrongálódott.[7]
  - Az egykori mosóház (kétemeletes faszerkezetű épület).
- A kastélykertet, melyet fasorok és szökőkutak ékesítenek, Busch tervezte a francia barokk-kertek mintájára. Ez a legnagyobb park Mecklenburg-Elő-Pomerániában. Ehhez tartozik:
  - A Nagy Vízlépcsők (Große Kaskade) az udvari oldalon, amik szintén ebből az időből származnak.
  - A Nagy Csatorna (Große Kanal – Ludwigslusti-csatorna) 1760-ból, ez táplálja a vízlépcsőket.
  - A Kőhíd (Steinerne Brücke) a csatorna felett 1780-ból, Rudolph Kaplunger tervei alapján.
  - Mesterséges romok (barlang) 1788-ból (hasonló fejlődés, mint a Sanssouci kastélynál).
  - A svájci ház (Schweizerhaus) 1789-ből.
  - A katolikus St. Helena templom, mely 1803 és 1809 között épült kezdetben Seydewitz, majd Barca vezetésével neogót stílusban.
  - A klasszicista mauzóleum Jelena Pavlovna nagyhercegnő számára (I. Pál orosz cár lánya); 1806-ban épült Joseph Ramée tervei alapján.
  - Luise hercegnő mauzóleuma 1809-ből, Barca tervezte.
- Az óvárost (Altstadt) Busch, valamint Seydewitz udvari építészek, 1809-től Barca tervei alapján hozták létre klasszicista stílusban. 1809-től az egyéni építkezéseket is engedélyezték. 1837-ben véget ért az első intenzív építési szakasz. Jelentősek:
  - A tengelyirányú, még barokk stílusú Kastély utca (Schlossstraße – korábban Grote Straße) vöröstéglás házakkal, többek között:
    - az egykori Barca által tervezett lóistállóval, ami a Schloßstraße 16 házszám alatt található,
    - a Városházával (Rathaus) 1780-ból, melyet Busch épített, eleinte törvényszéki épületnek és Carton-Fabrique házának, majd takarékpénztárnak, 1876-tól városházának használták; 1996-ban felújították és kibővítették,
    - a mai Weimar Hotellel (Hotel Weimar), mely 1773-ban épült Busch tervei alapján
    - a történelmi postaépülettel 1888-ból, az ipari fellendülés időszakából

  - Az Alexandrinen tér (Alexandrinenplatz), Friedrich Georg Groß tartományi építész tervezte.
  - A Csatorna utca (Kanalstraße) klasszicista polgárházakkal, Barca tervei alapján, többek között:
    - a klasszicista szemináriumi épülettel (ma a Fritz-Reuter Iskola) 1829-ből, Groß tervei alapján,
    - 22-es szám alatt lévő, klasszicista stílusú Rudolph Suhrlandt portréfestő és litográfus házával.

  - A Nummernstraße a katonák számára megszámozott házakkal.
- A Schwerini kapunál lévő őrház (Barca tervezte).
- A Bethlehem Alapítvány kórházépülete 1851-ből.
- A temető a főbejáratával (1791), Busch tervei alapján.
- Az új városi negyterem (2000) a Christian-Ludwig utcán; egy modern kapcsolat a régi (az egykori könnyűlovasok pályája 1893-ból) és új között, egy helyi mérnökiroda tervei alapján.
- A főmérföldkő a grabowi fasoron, melyet a Hamburg-Berlin országút építésekor 1829-ben, mint gránitobeliszket emeltek.
- A kummeri szélmalom 1880-ból.

### Emlékművek

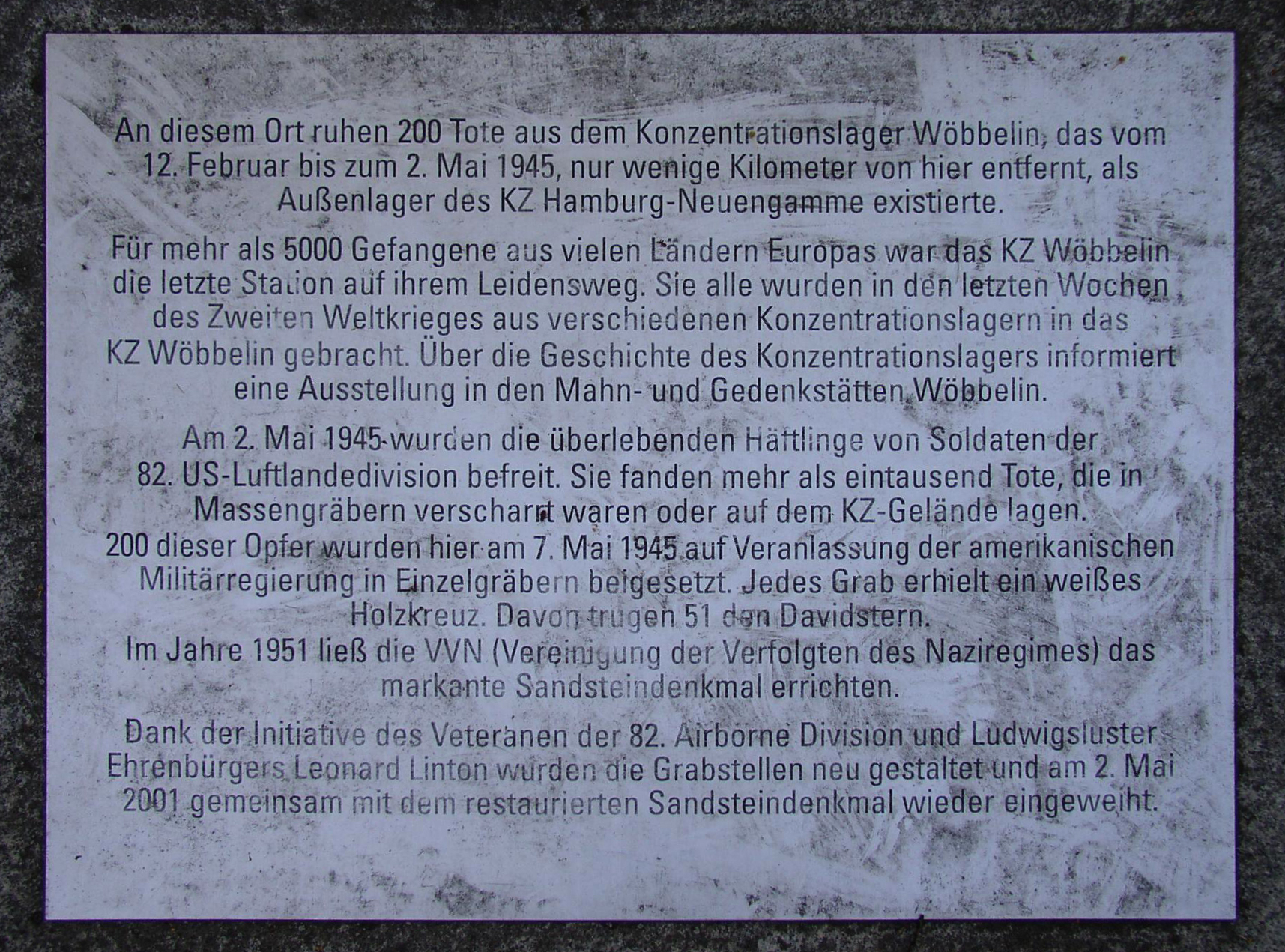
A Wöbbelini koncentrációs tábor emléktáblája

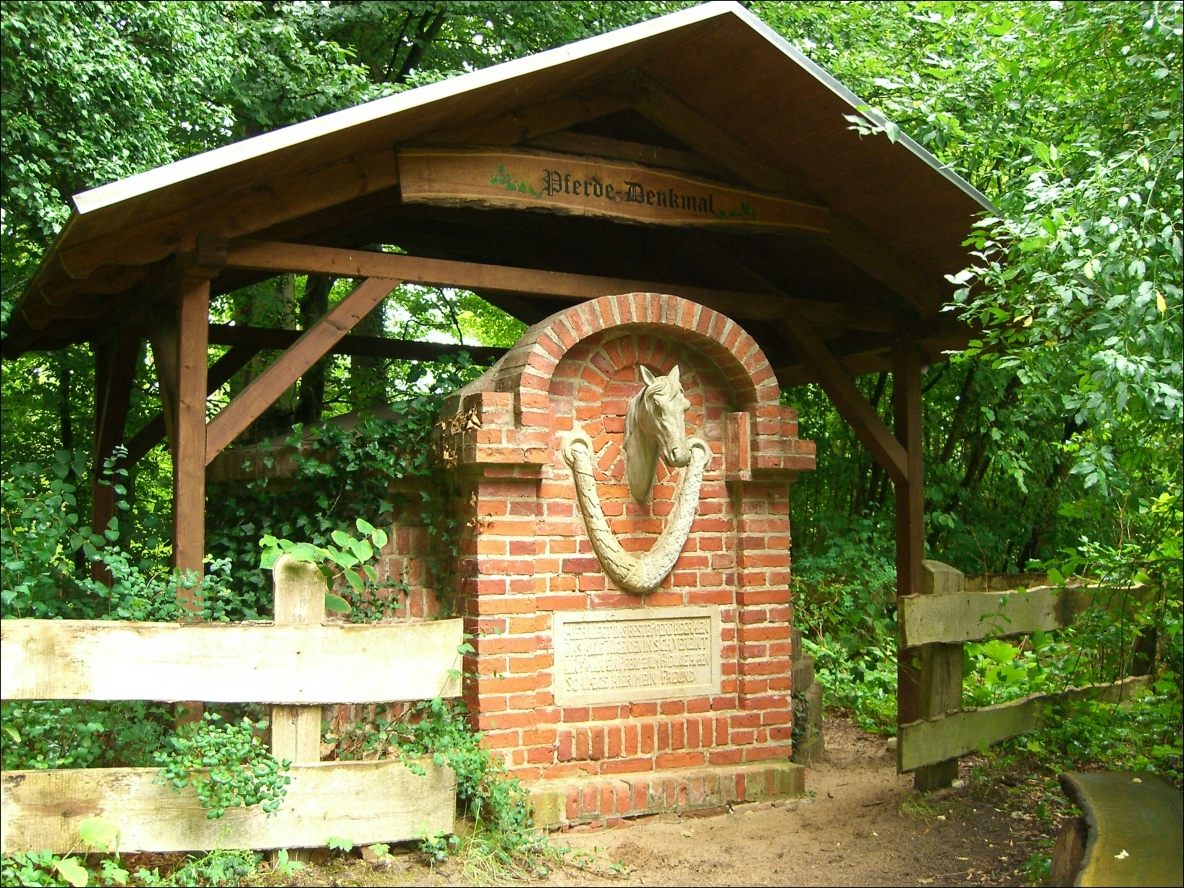
I. Frigyes Ferenc nagyherceg kedvenc lovának emlékműve

- II. Frigyes herceg emlékműve allegorikusan homokkőből és a herceg márványdomborművel; Rudolph Kaplunger szobrász műve, 1791-ből, megőrződött
- Jelena Pavlovna hercegnő márványurnája; Franz Pettrich szobrász alkotása 1810 körülről, megőrződött
- I. Frigyes Ferenc nagyherceg bronzszobra; Albert Wolff szobrász műve 1869-ből, megőrződött (a feliratot részben eltávolították)
- Az 1870/71-es hősi halottak emlékműve győzelmi oszloppal, Viktória figurájával, Christian Daniel Rauch alkotása 1882-ből, 1951-ben ledöntötték
- III. Frigyes Ferenc nagyherceg mellszobra; Hugo Berwald alkotása, 1899-ben Lübtheenben állították fel, 1936-ban Ludwigslustba helyezték át, megőrződött
- A mecklenburgi 14. vadászzászlóalj (Meckl. Jägerbataillons Nr. 14) hőseinek első világháborús emlékműve Hugo Berwald bronzfigurájával; 1915-ben öntötték formába, 1922-ben leplezték le, megőrződött
- A mecklenburgi 17. dragonyosezred (Meckl. Dragonerregiments Nr. 17) hőseinek első világháborús emlékműve egy bronzozott lovasfutárral; Emil Cauer der Jüngere műve, 1932-ben állították fel, 1946-ban ledöntötték
- Alexandrine nagyhercegnő lovasszobra, 2003-ban állították
- Wöbbelini koncentrációs tábor 200 áldozatának emlékműve a Schloßvorplatz Am Bassin téren; 1951-ben Herbert Bartholomäus művész tervezte meg
- Emlékkő a wöbbelini koncentrációs tábor 116 név szerint ismert és 112 ismeretlen foglyának az evangélikus-lutheránus városi templom temetőjében (Friedhof der Evangelisch-Lutherischen Stadtkirche) (1945-ből)
- Emlékkő az egykori izraelita temető helyén a holokauszt áldozatainak emlékére (1962-ből)
- Emlékkő a szemináriumi kertben (Seminargarten) a buchenwaldi koncentrációs táborban 1944-ben meggyilkolt munkásmozgalmi vezető, Ernst Thälmann emlékére (1961-ből)
- I. Frigyes Ferenc nagyherceg kedvenc lovának emlékműve; 1815 körül állították, Johann Georg Barca alkotása

### Rendezvények
- Barokkfesztivál – május
- Hársfafesztivál – június
- Burning Summer Festival – (rock és punk fesztivál) július
- "Kis fesztivál a nagy parkban" – augusztus
- Open Air koncertek a kastélynál – nyáron
- Barokk adventi vásár

### Kultúra
- Ludwigslusti Harsonások Menete (bejegyzett egyesület), 1957 óta
- Ludwigslusti kastélyt támogató bejegyzett egyesület, 1992 óta; cél: kastély és kultúra
- Ludwigslusti Hársfaváros Barátai bejegyzett egyesület, 1991 óta; cél: kultúra, színház, alnémet nyelv, tanulmányi utak
- Ludwigslusti Rajzszakkör, kb. 1966 óta
- Luna Filmszínház, 1912 óta
- Ludwigslusti Postások Énekes Egyesülete, 1976 óta
- Ludwigslusti Hársfaváros Lövészegylet (bejegyzett egyesület), 1990 óta
- Techentini Karnevál Klub (Techentiner Carneval Club – TCC), 1957 óta
- ZEBEF (Zentrum für Bildung, Erholung und Freizeit e.V.), – Oktatási, üdülési és szabadidőközpont (bejegyzett egyesület), 1995 óta; cél: oktatás, pihenés és a gyerekeknek, ill. fiataloknak szabadidős foglalkozás
- Egyesület az emberbarát ifjúsági munkáért és fiatalavatásért (bejegyzett egyesület), 1990 óta

### Sport
- TSG – Ludwigslusti Torna- és Sportegyesület 1969-től (korábban BSG)
- Ludwigslusti Postai Sportegyesület, 1950 óta (bejegyzett egyesület)
- SG 03 Ludwigslust/Grabow – focicsapat 2003 óta
- Ludwigslusti Halláskárosult Sportegyesület (bejegyzett egyesület)
- Masamune bejegyzett egyesület a sótókan karatésoknak
- Ludwigslusti Kézilabda PSV 1990 (bejegyzett egyesület)
- Ludwigslusti Motorsportklub, 1958 óta
- Ludwigslusti Röplabda Tigrisek (bejegyzett egyesület), 2000 óta
- Ludwigslusti Egyetértés 1994 (bejegyzett egyesület)

## Infrastruktúra, gazdaság
A Hamburg-Berlin vasútvonalnak köszönhetően a város közlekedési csomóponttá fejlődött Mecklenburg délnyugati részén.

### Közlekedés

#### Vasút

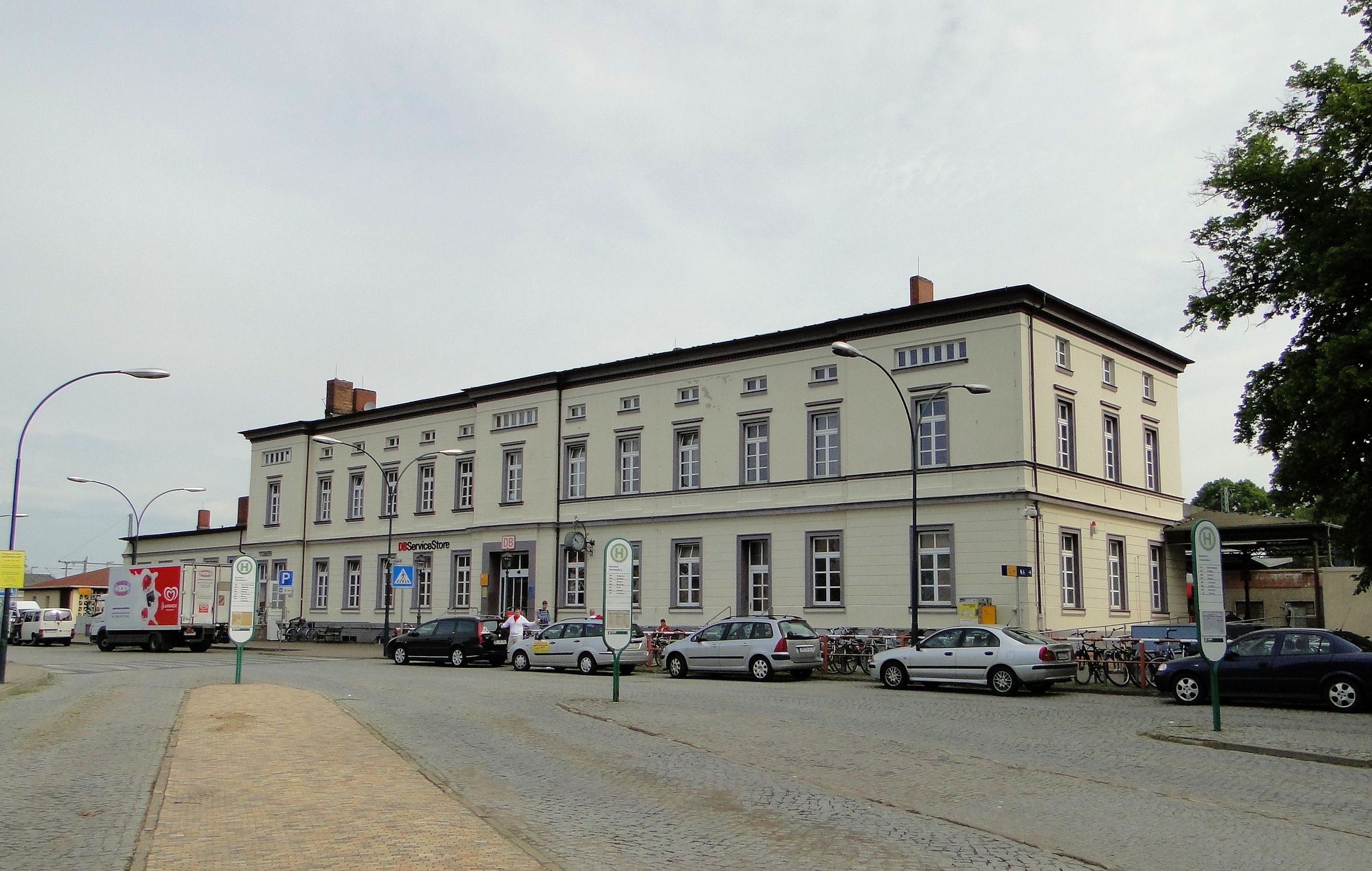
A pályaudvar

A ludwigslusti pályaudvar a Berlin–Hamburg nagysebességű vasútvonal mentén fekszik és a Ludwigslust-Wismar, illetve a Parchim-Ludwigslust vasútvonal végállomása. 4-es típusú pályaudvara van, mely jelentős átszállópont, főképp azok számára, akik Hamburg felé ingáznak. Ezt tükrözi az is, hogy a város ICE-megállóval rendelkezik. Ezáltal a tartományi központból, Schwerinből utazók számára lehetségessé válik a gyors ICE-kapcsolat Berlin felé. A reggelente megálló vonat sok ingázót visz el kb. 40 perc alatt a 120 km-re fekvő Hamburgba.
Ludwigslust vasútkapcsolatai:
Távolsági:
- ICE Hamburg felé (3-4-szer naponta; kb. 40 perc, naponta egyszer tovább Koppenhága és Aarhus felé)
- ICE Berlin felé (3-4-szer naponta; kb. egy óra)
- IC/EC Hamburg felé (napi 4-szer)
- IC/EC Berlin/Drezda felé (EC tovább Prága/Budapest felé; napi 4-szer)
- IC Schwerin/Rostock felé (nyáron napi egyszer, télen hetente kétszer)
- IC Magdeburg/Lipcse felé (nyáron napi egyszer, télen hetente kétszer)

Helyi:
- RE 4: Wismar – Schwerin – Ludwigslust – Nauen – Berlin – Ludwigsfelde (2 óránként Berlin felé; óránként Wismar-Ludwigslust és néhány közvetlen járat ("Fliegender Schweriner"-repülő schwerini) Berlin felől/felé)
- ODEG: Ludwigslust – Parchim – Lübz – Karow – Waren (Müritz) – Neustrelitz (minden órában Parchim felé, 2 óránként tovább Neustrelitz felé)
- ODEG: Ludwigslust – Hagenow Land – Hagenow (óránként)

A Ludwigslust-Dömitz vasútvonalon a személyszállítást 2000-ben beszüntették, 2001-ben teljesen leállt, a következő évben elbontották. Helyette közvetlen buszok közlekednek.

#### Busz
A város környéki buszkapcsolatokat a Ludwigslusti Közlekedési Társaság (németül: Ludwigsluster Verkehrsgesellschaft-LVG) üzemelteti, Hagenow székhellyel, egy ludwigslusti kirendeltséggel és egy privát buszvállalattal, a Bus Kröger-rel (Neustadt-Glewe központtal).

#### Közút
Ludwigslustban találkoznak az 5-ös, 106-os és 191-es főutak. A B 106-ról és B 191-ről át tudnak hajtani az A24-es autópályára a 9 km-re lévő ludwigslusti, és a 12 km-re lévő neustadt-glewei felhajtón.
Ezenfelül tervezik az A14-es autópálya hiányzó részének megépítését Magdeburg és a schwerini autópálya-kereszteződés között. Elkészültével a város kapcsolatot szerezne egy észak-déli irányú autópályával.

### Oktatási intézmények

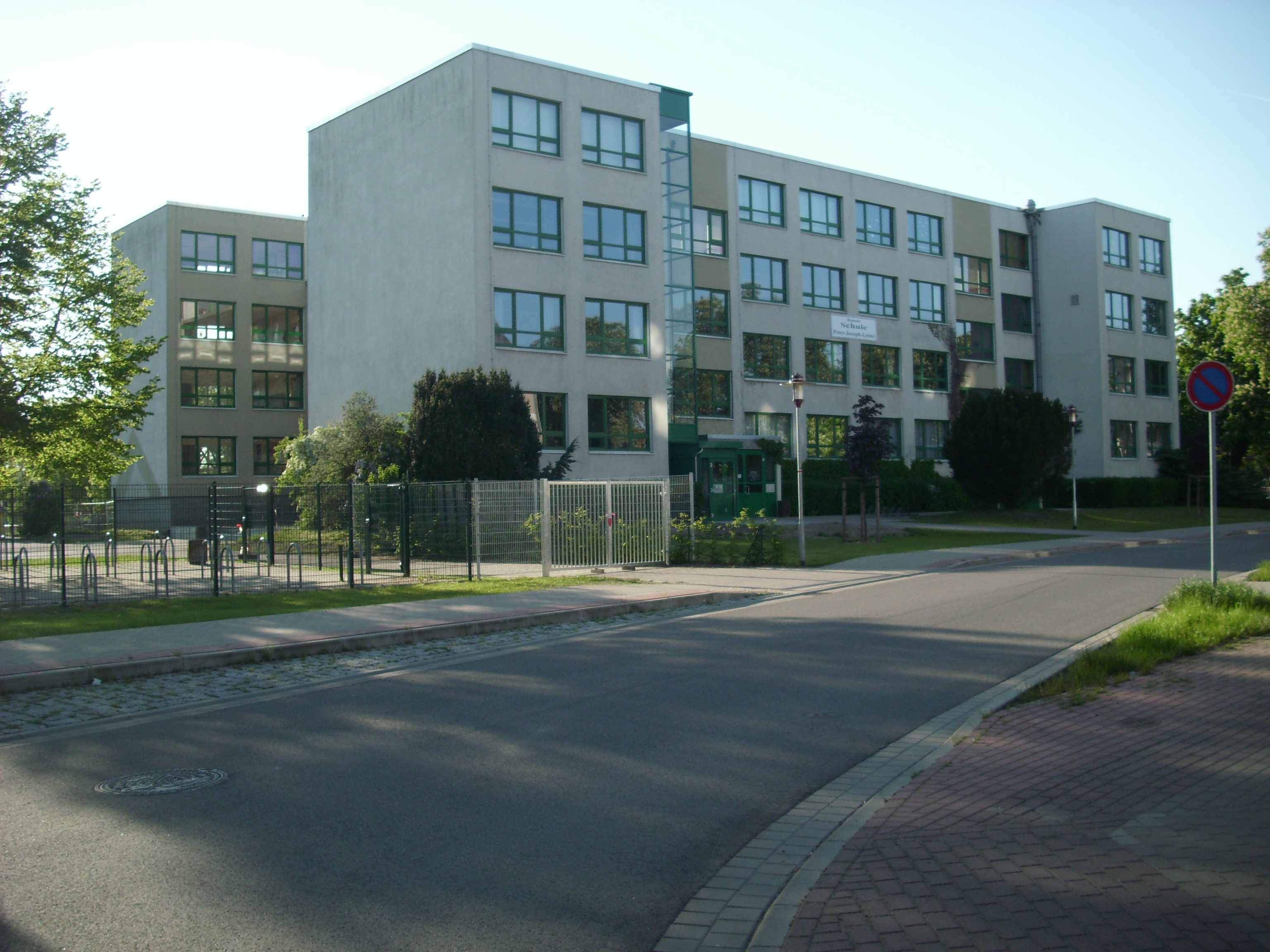
A Peter Joseph Lenné-Schule

- Általános iskolák: "Fritz Reuter"-Grundschule, Edith-Stein-Grundschule, Grundschule Techentin és Grundschule Kummer
- Körzeti iskola: "Peter Joseph Lenné"-Schule
- Gimnáziumok: Goethe-Gymnasium és Wirtschaftsgymnasium
- Szakiskolák: Berufliche Schule és BBS-Start
- Kisegítő iskolák: Allgemeine Förderschule "Johann Heinrich Pestalozzi" és "Schule an der Bleiche" (az egyéni "életküzdelmek" iskolája)
- Kreismusikschule "Johann Matthias Sperger"
- Körzeti felnőtt- és továbbképző iskola (Kreisvolkshochschule-VHS)

### Egyéb közintézmények
- Ludwigslusti elsőfokú bíróság
- Munkaügyi hivatal
- Német nyugdíjbiztosító
- Hagenowi adóhivatal kirendeltsége
- Ludwigslust-Land hivatala
- Vámhivatal

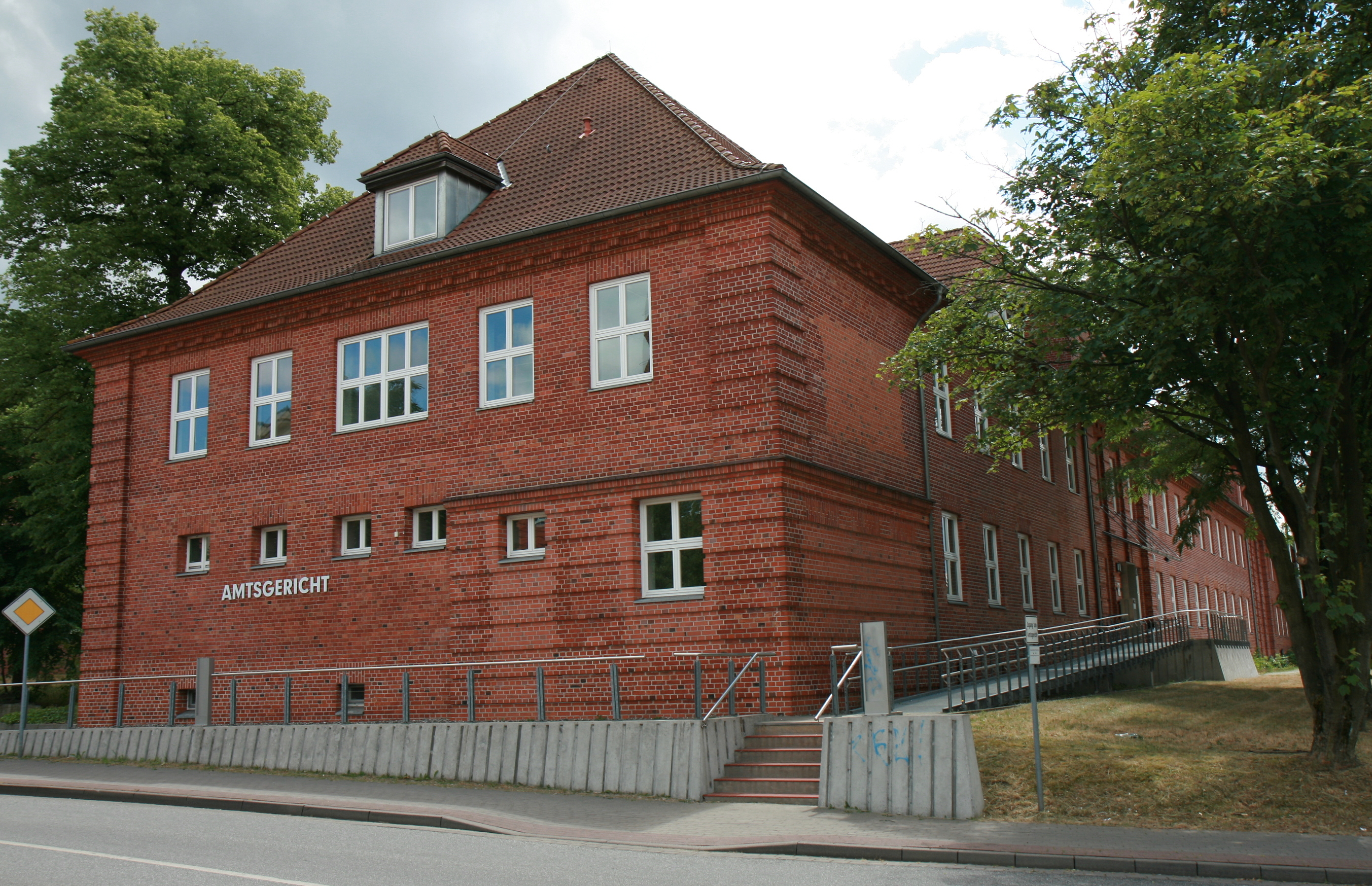
Ludwigslusti elsőfokú bíróság

- ZEBEF (Zentrum für Bildung, Erholung und Freizeit e.V.) – Oktatási, üdülési és szabadidőközpont (bejegyzett egyesület)

### Helyi vállalatok
- Ludwigsluster Fleisch- und Wurstwarenspezialitäten GmbH & Co. KG-LFW (Ludwigslusti Hús- és Kolbászkülönlegességek Kft. & Társa Bt.) – 1892 óta
- Areva T&D – magasfeszültségű energiaátalakító
- Stahl- und Behälterbau Ludwigslust GmbH & Co. KG-SBL (Ludwigslusti acélszerkezet és konténerépítő Kft. & Társa Bt.)
- RATTUNDE & Co GmbH (RATTUNDE & Társa Kft.) – beépített fűrészrendszerekkel foglalkozik
- HAAR Mecklenburg GmbH & CO. KG (HAAR Mecklenburg Kft. & Társa Bt.) – gépgyártással foglalkozik

## A városhoz köthető híres emberek

### Díszpolgárok
Ludwigslust 1876 óta tíz személyt tüntetett ki díszpolgári címmel. Időrendi sorrendben:
- Ludwig Heinrich Martin Daneel
- Otto Kaysel
- Otto Jantzen
- IV. Frigyes Ferenc nagyherceg
- Hermann Schuldt
- Meta Malikowski
- Sofija Jewstignejew
- Nikolai Jewstignejew
- Bruno Theek
- Leonhard Linton

### A város szülöttei

#### Ludwigslust
- Horst von Bassewitz (* 1932), építész
- Ludwig Beissner (1843-1927), kertész és dendrológus
- Franz Benque (1842-1921), fényképész
- Wilhelm Benque (1814-1895), kertépítő
- Christoph Biemann (* 1952), rendező, műsorvezető és producer
- Paul Rudolf von Bilguer (1815-1840), sakkmester
- Alfons von Boddien (1802-1857), porosz hivatalnok, tiszt, 1848/49-ben a frankfurti parlament tagja, karikaturista
- Alexander von Bülow (1829-1901), mecklenburg-schwerini államminiszter és miniszterelnök
- Annelies Burmeister (1928-1988), énekesnő, nemzetközileg ismert a nagy repertoárjáról
- Sarolta Friederike hercegnő (1784-1840), mecklenburgi hercegnő, dán királynő
- Bertha Clément (1852-1930), írónő
- III. Frigyes nagyherceg (1851-1897), mecklenburg-schwerini nagyherceg
- Maika Friemann-Jennert (* 1964), országgyűlési képviselő (CDU)
- Anton Gilsing (1875-1946), politikus
- Theodor Hahn (1824-1883), gyógyszerész, természetgyógyász és szakíró
- Helmut Holter (* 1953), politikus
- Johann-Georg Jaeger (* 1965), politikus (Szövetség ’90/Zöldek)
- Birgit Jerschabek (* 1969), hosszútávfutó
- Fritz Jürß (* 1932), filológus
- Marco Küntzel (* 1976), labdarúgó
- Angela Marquardt (* 1971), politikus
- Ida Masius (1824-1897), a schwerini Anna kórház alapítója
- Mario Naster (* 1965), jégkorongjátékos
- Manfred Osten (* 1938), szerző és kultúrtörténész
- Pál Frigyes nagyherceg (1800-1842), mecklenburg-schwerini nagyherceg
- Sigelind von Platen (* 1914), szerzőnő
- Karl Prosch (1802-1876), birodalmi gyűlési (Reichstag) képviselő
- Bastian Reinhardt (* 1975), labdarúgó és sportigazgató
- August von Rodde (1847-1927), vezérőrnagy a lovasságnál
- Werner Schultz (1878-1944), belgyógyász és hematológus
- Bernd Spier (* 1944), slágerénekes
- Rudolph Suhrlandt (1781-1862), portréfestő és litográfus
- Gerhard Venzmer (1893-1986), hormonkutató
- Adolf Zehlicke (1834-1904), tanár és író
- Klaus Krickeberg (* 1929), statisztikus
- Andreas Zülow (* 1965), olimpiai bajnok ökölvívó

#### Glaisin
- Johannes Gillhoff (1861-1930), tanár, néprajzkutató és író

### Emberek, akik Ludwigslustban tevékenykedtek
- Alexander Petrowitsch Apsit (1880-1943), lett művész
- Johann Georg Barca (1781-1826), udvari építész
- Herbert Bartholomäus (1910-1973), grafikus és festő
- Albrecht von Bodecker (* 1932), grafikus
- Johann Joachim Busch (1720-1802), építész
- Helene von Bülow (1816-1890), alapítója és az első zárdafőnöknője a "Stift Bethlehem" diakónusháznak
- Johann Dietrich Findorff (1722-1772), udvari festő és grafikus
- Franz Xaver Hammer (1741-1817), csellista és az udvari zenekar zeneszerzője
- Dethloff Carl Hinstorff (1811-1882), könyvkiadó, 1835 és 1849 között nyomdát üzemeltetett Ludwigslustban
- Theodor Kliefoth (1810-1895), lutheránus teológus
- Antonio Rosetti (1750-1792), zeneszerző és az udvari zenekar vezetője
- Christian Ludwig Seehas (1750-1812), zeneszerző és az udvari zenekar nagybőgőse
- Johann Heinrich Suhrlandt (1742-1827), udvari festő
- Rudolf Tarnow (1867-1933), alnémet költő
- Bruno Theek (1891-1990), városi lelkész Ludwigslustban, 1945-ben átmenetelileg megbízott polgármester
- Leontine von Winterfeld-Platen (1883-1960), írónő

## Fordítás
- Ez a szócikk részben vagy egészben  a   Ludwigslust című német Wikipédia-szócikk fordításán alapul.  Az eredeti cikk szerkesztőit annak laptörténete sorolja fel. Ez a jelzés csupán a megfogalmazás eredetét és a szerzői jogokat jelzi, nem szolgál a cikkben szereplő információk forrásmegjelöléseként.